# Belejów
Belejów, Bełejów (ukr. Белеїв) – wieś na Ukrainie, w  obwodzie iwanofrankiwskim, w rejonie dolińskim.